# Cadmogenes
Cadmogenes é um gênero de mariposa pertencente à família Acrolepiidae.